# Desert Aire
Desert Aire és una concentració de població designada pel cens dels Estats Units a l'estat de Washington. Segons el cens del 2000 tenia 1.124 habitants.

## Demografia
Segons el cens del 2000, Desert Aire tenia 1.124 habitants, 371 habitatges, i 296 famílies. La densitat de població era de 132,7 habitants per km².
Dels 371 habitatges en un 35,3% hi vivien nens de menys de 18 anys, en un 70,4% hi vivien parelles casades, en un 4,9% dones solteres, i en un 20,2% no eren unitats familiars. En el 16,7% dels habitatges hi vivien persones soles el 6,7% de les quals corresponia a persones de 65 anys o més que vivien soles. El nombre mitjà de persones vivint en cada habitatge era de 3,03 i el nombre mitjà de persones que vivien en cada família era de 3,35.
Per edats la població es repartia de la següent manera: un 31,2% tenia menys de 18 anys, un 7% entre 18 i 24, un 25,4% entre 25 i 44, un 21,4% de 45 a 60 i un 14,9% 65 anys o més.
L'edat mediana era de 32 anys. Per cada 100 dones de 18 o més anys hi havia 112,4 homes.
La renda mediana per habitatge era de 35.719 $ i la renda mediana per família de 36.971 $. Els homes tenien una renda mediana de 25.417 $ mentre que les dones 20.188 $. La renda per capita de la població era de 18.719 $. Aproximadament el 4,9% de les famílies i el 6,5% de la població estaven per davall del llindar de pobresa.

## Poblacions més properes
El següent diagrama mostra les poblacions més properes.